# Gmina Inland (Iowa)

Położenie Gminy Inland w hrabstwie Cedar

Gmina Inland (ang. Inland Township) – gmina w USA, w stanie Iowa, w hrabstwie Cedar. Według danych z 2000 roku gmina miała 773 mieszkańców.